# مردن در تیراندازی
مردن در تیراندازی (به انگلیسی: Die in a Gunfight) فیلمی محصول سال ۲۰۲۱ و به کارگردانی کالین شیفلی است. در این فیلم بازیگرانی همچون الکساندرا داداریو، دیگو بونتا، جاستین چتوین، وید آلان مارکوس، بیلی کروداپ، امانوئل شریکی، تراویس فیمل و میشل نولدن ایفای نقش کرده‌اند.